# Azul Conecta
A Azul Conecta (anteriormente TwoFlex Aviação Inteligente) é uma companhia aérea brasileira sediada em Jundiaí, fundado em 2013, após a fusão de duas empresas. A empresa operava principalmente no serviço de táxi aéreo, de carga, além de serviços de agenciamento de carga, gerenciamento de frotas de terceiros e aluguel de aeronaves.
Em 2020, foi comprada pela companhia aérea Azul Linhas Aéreas, tornando-se sua subsidiária.

## História
A empresa surgiu após uma fusão entre duas empresas, a Two Aviation e Flex Aero, quando anunciaram a fusão no dia 2 de abril de 2013, com o foco no transporte aéreo regional de cargas, de capitais para cidades secundárias.
Também tinha planos de até o fim de 2013, incorporar doze Cessna 208 e 2 ATR-42, totalizando 32 aeronaves na frota, porém, não aconteceu.

### Voe Minas Gerais (2016–19)
Em agosto de 2016, a TwoFlex começou a operar voos pelo programa "Voe Minas Gerais", um projeto em parceria com o Governo do Estado de Minas Gerais, que ligava cidades do interior do estado ao Aeroporto da Pampulha em Belo Horizonte. A TwoFlex foi a única operadora durante a duração do programa, que foi descontinuado em junho de 2019.

### Autorização para operar no Brasil inteiro
Em novembro de 2017, a TwoFlex recebeu direitos para operar vôos regulares de passageiros conectando locais menores às principais cidades em todo o território brasileiro. Na época, essa autorização levou ao aumento dos serviços prestados pela programa mineiro.
Sendo autorizada a operar serviços em todo o país, em 12 de abril de 2019, a TwoFlex anunciou uma parceria com a Gol Transportes Aéreos, na qual a TwoFlex operaria serviços em nome da Gol nos Estados do Amazonas, Pará e Mato Grosso. Seguindo a mesma tendência, planejaram voos para seis localidades no Rio Grande do Sul e realizaram 11 no Paraná.
Outra consequência dessa autorização foi a licitação de faixas horárias no aeroporto de São Paulo-Congonhas. Em 14 de agosto de 2019, a Agência Nacional de Aviação Civil do Brasil confirmou que a TwoFlex recebeu 14 vagas em Congonhas, mas só pode operar com a pista auxiliar 17L / 35R. A TwoFlex planejava conectar o aeroporto a três cidades do estado de São Paulo e uma no Rio de Janeiro, utilizando sua própria plataforma de reservas.

### Compra pela Azul (2020–)
Em 2020, foi vendida para a Azul Linhas Aéreas Brasileiras, que tem a intenção de ampliar suas opções de voos regionais.

## Frota
A frota da TwoFlex consistia nas seguintes aeronaves (Maio de 2020):
| Aeronaves          | Em Serviço | Ordens | Passageiros | Notas |
| ------------------ | ---------- | ------ | ----------- | ----- |
| Cessna 208 Caravan | 18         | –      | 9           |       |
| Total              | 18         | 0      |             |       |

## Acidentes
- 16 de setembro de 2019: um Cessna 208B Grand Caravan, prefixo PT-MHC, operando o voo 5582, de Manaus para Maués, caiu em uma área arborizada próximo ao aeroporto, ainda na decolagem. Todos os dez ocupantes a bordo, entre passageiros e tripulantes, sobreviveram o acidente. A aeronave sofreu perda total.[19]